# Ізбицьке (Смолевицький район)
Ізбицьке (біл. вёска Ізбыцькае) — село в складі Смолевицького району Мінської області, Білорусь. Село підпорядковане Усяжській сільській раді, розташоване в центральній частині області.